# Cmentarz żydowski w Kwidzynie
Cmentarz żydowski w Kwidzynie – powstał w 1815 i znajduje się przy obecnej ul. Kościuszki. Nie zachowały się na nim żadne nagrobki. Pochowanych na nim Żydów kwidzyńskich upamiętnia odpowiedni kamień pamiątkowy.